# Pardosa martinii
Pardosa martinii là một loài nhện trong họ Lycosidae.
Loài này thuộc chi Pardosa. Pardosa martinii được Pavesi miêu tả năm 1883.